# Андреа дель Верроккйо
Андреа дель Вероккіо (італ. Andrea del Verrocchio, справжнє ім'я — Андреа ді Мікеле Чоні; 1435, Флоренція — 1488, Венеція) — італійський скульптор і художник епохи Відродження, один з учителів Леонардо да Вінчі та Джованні Рустічі. Ім'я взяв у свого вчителя, ювеліра Джуліано Вероккіо.

## Біографія
Андреа Вероккіо народився у Флоренції, у родині майстра з випалювання цегли. Про його дитинство відомо дуже мало. Уперше його ім'я згадують у документах 1452 року у зв'язку з ненавмисним убивством дорослого під час гри. Андреа виправдали. Тоді ж помирає його батько, а він залишається з мачухою та молодшим братом Томмазо.
У 1457 році Андреа отримав право називати себе майстром. Він займався виготовленням ґудзиків для одягу священників, різного начиння і був досить відомим ювеліром на той час. З 1463 по 1487 рр. 
Також працював над різними скульптурними композиціями, зокрема у 1476 році створив статую Давида. Ця бронзова статуя стала символом гуманістичної культури Ренесансу. Разом із Донателло він зробив мармурову кропильницю для флорентійської церкви Сан Лоренцо (1465). Тоді ж  Вероккіо починає цікавитися живописом. Імовірно, його вчителями в цьому були Алессо Бальдовінетті та Росселліно.
У 1482 виїхав до Венеції, де й помер у 1488 році.

### Скульптура
Найбільші досягнення Вероккіо мав у скульптурі. У 1462—1465 роках для родини Медічі він виготовив з бронзи статую біблійного героя Давида, який височить як переможець над головою велетня Голіафа.
У 1464 році йому замовили надгробок у каплиці на честь правителя Флоренції Козімо Медічі.
14 травня 1466 року Вероккіо отримав нове замовлення — створити бронзову групу «Христос і святий Тома» для ніші Мерканції на Орсанмікеле (Флоренція). Над цією роботою він працював 17 років. Під час створення цієї скульптурної групи Вероккіо водночас виконував інші замовлення: канделябр для Палаццо Веккіо, рельєфи, які зображували Мадонну з немовлям (здебільшого зі стука (штучного мармуру) та гіпсу), виконував реставраційні роботи античних скульптур. З 1469 по 1472 роки Вероккіо працював над гробницею для П'єтро та Джованні Медічі.
Багато праць Вероккіо залишив незавершеними. Мармуровий монумент кардиналові Ніколо Фортегуері в Пістої (Тоскана) він розпочав у 1474 році, але покинув у 1483. Тільки в 1753 році зуміли завершити цю роботу. Не встиг Вероккіо доробити й кінний пам'ятник кондотьєрові Бартоломео Коллеоні для Венеції. Влітку 1488 року під час лиття монумента Вероккіо захворів та через декілька діб помер. Завершив пам'ятник венеціанський скульптор Алессандро Леопарді. Нині цей пам'ятник стоїть на площі Собору Санті-Джованні-е-Паоло у Венеції.

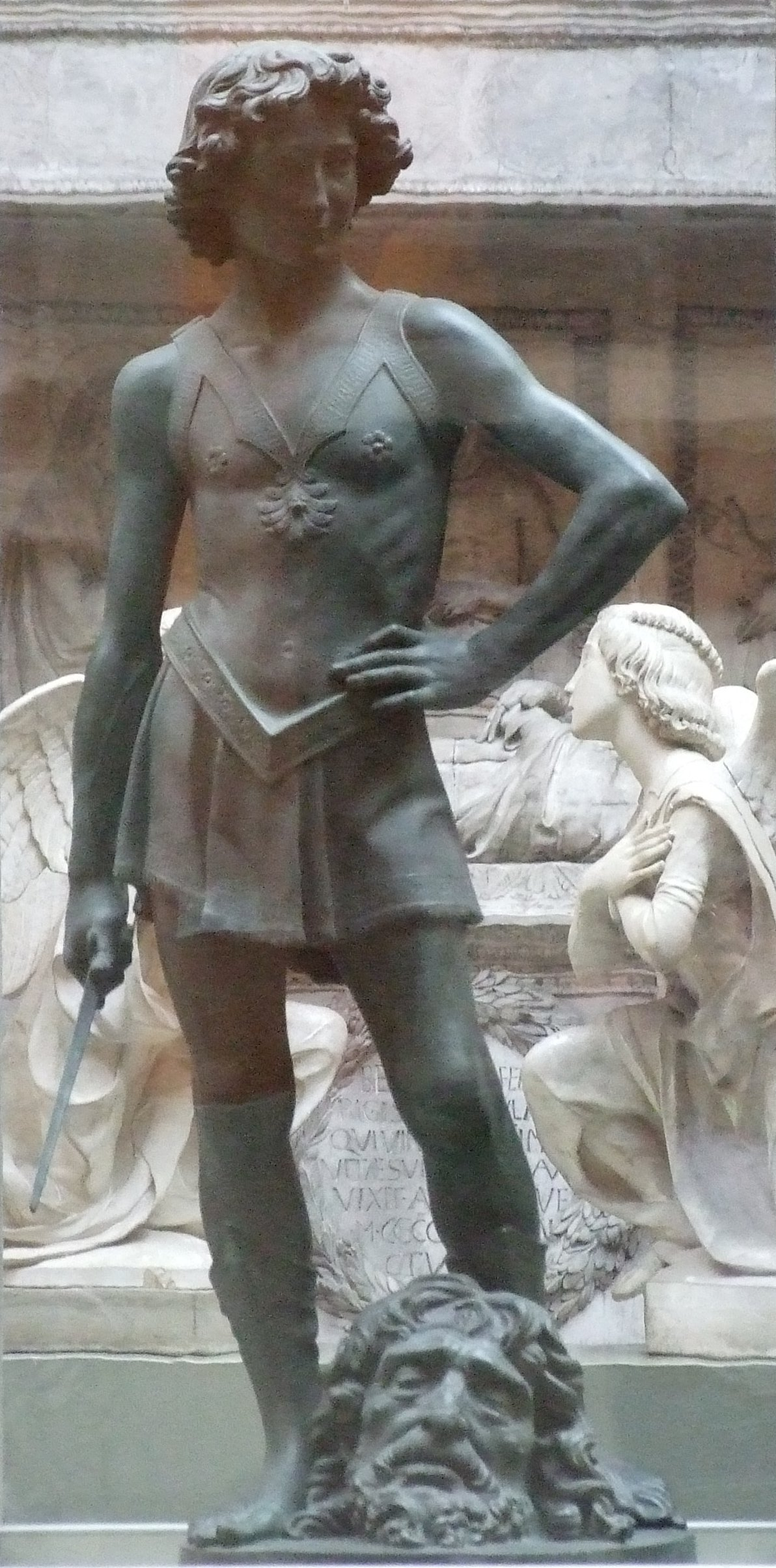
Давид
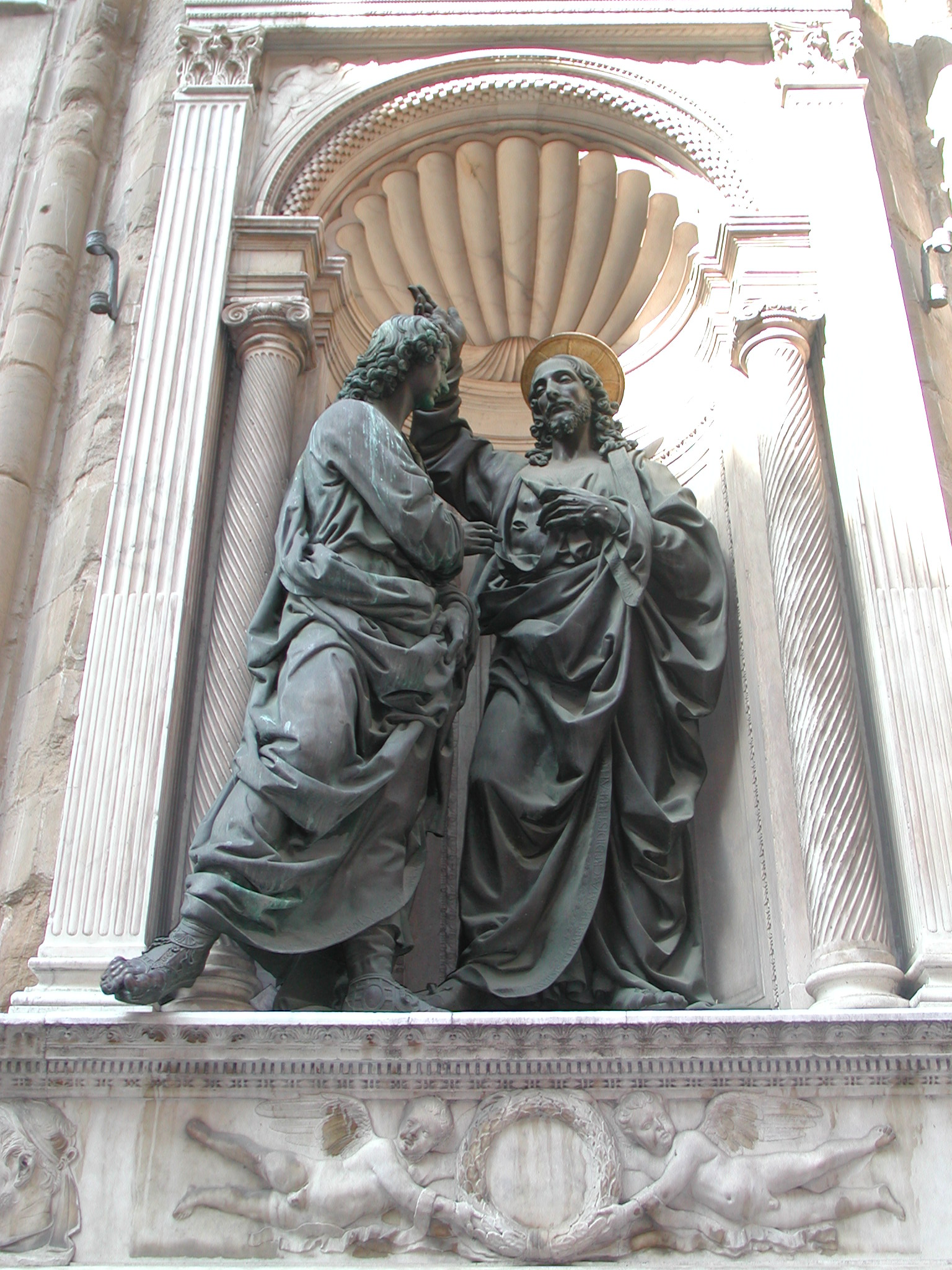
Скульптурна група «Христос і святий Тома», 1467—1483, церква Орсанмікеле, Флоренція
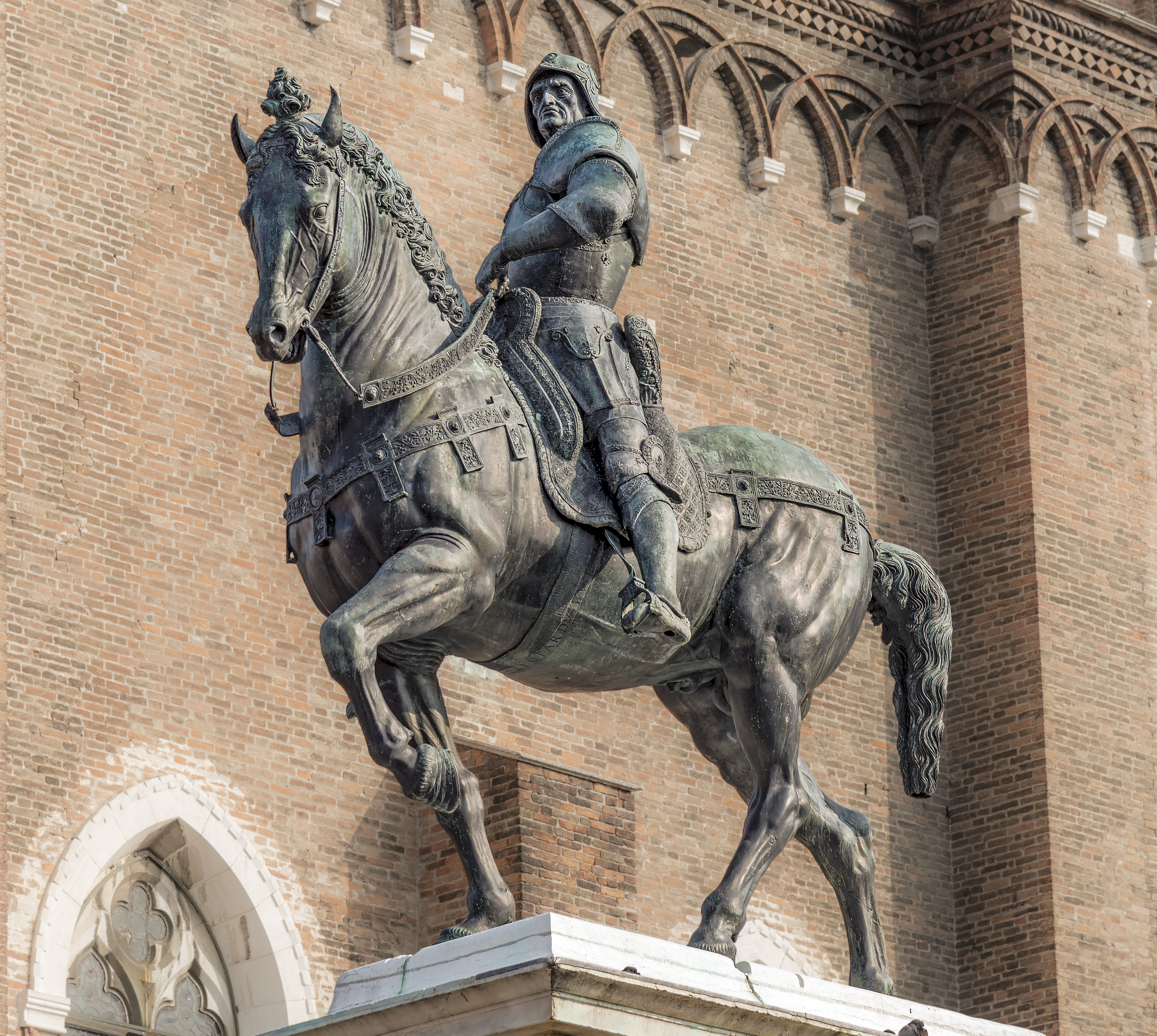
Кінна статуя Бартоломео Коллеоні. Площа Собору Святих Івана і Павла, Венеція

### Живопис
Успіхи Вероккіо як живописця не дуже значні. Досить часто він доручав виконувати деякі елементи картин своїм учням — Леонардо да Вінчі, Франческо Боттічіні, Лоренцо ді Креді та іншим. Серед робіт Вероккіо найвідоміші «Мадонна з дитям» (кінець 1460-х років) і «Товій та ангел» (1470 рік).
У той же час майстерня Вероккіо в 1470—1480-х роках стала найбільшим художнім центром Флоренції. Тут окрім живопису та скульптури учні та помічники майстра вивчали анатомію, математику, музику, малюнок.

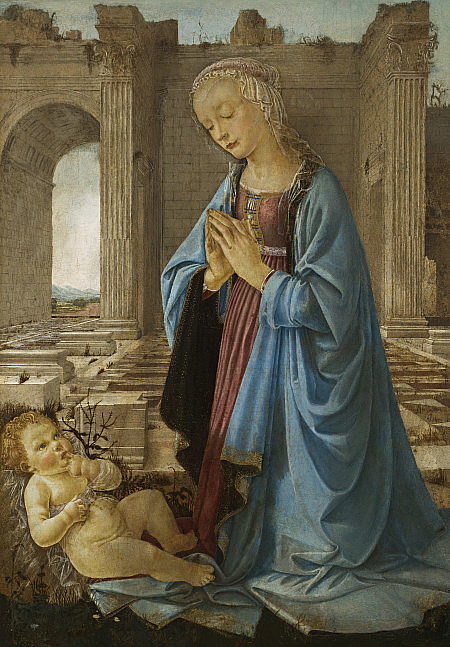
«Мадонна Раскіна», 1470-і роки, Національна галерея Шотландії.
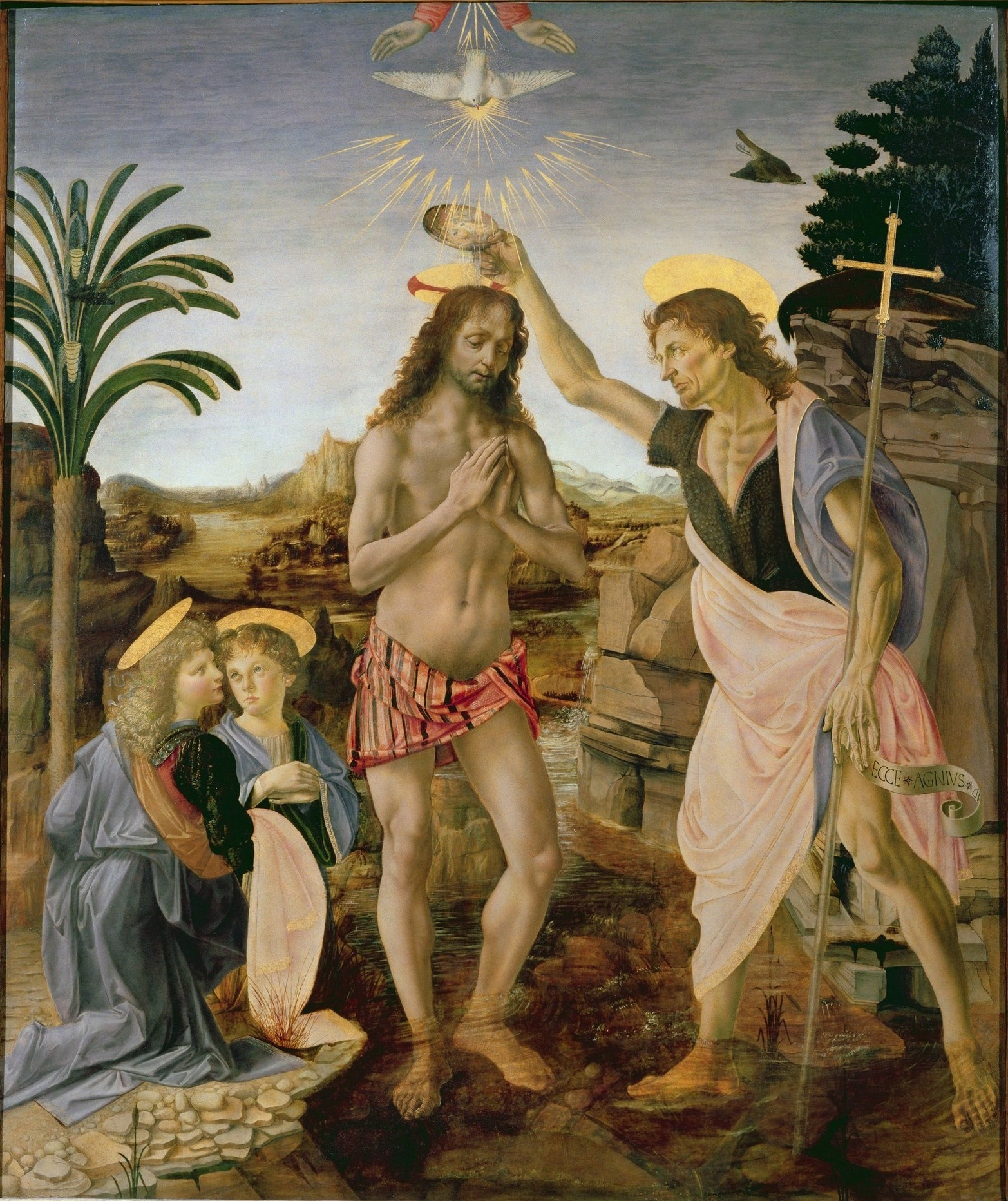
Хрещення Христа. 1470—1478. Майстерня Вероккіо
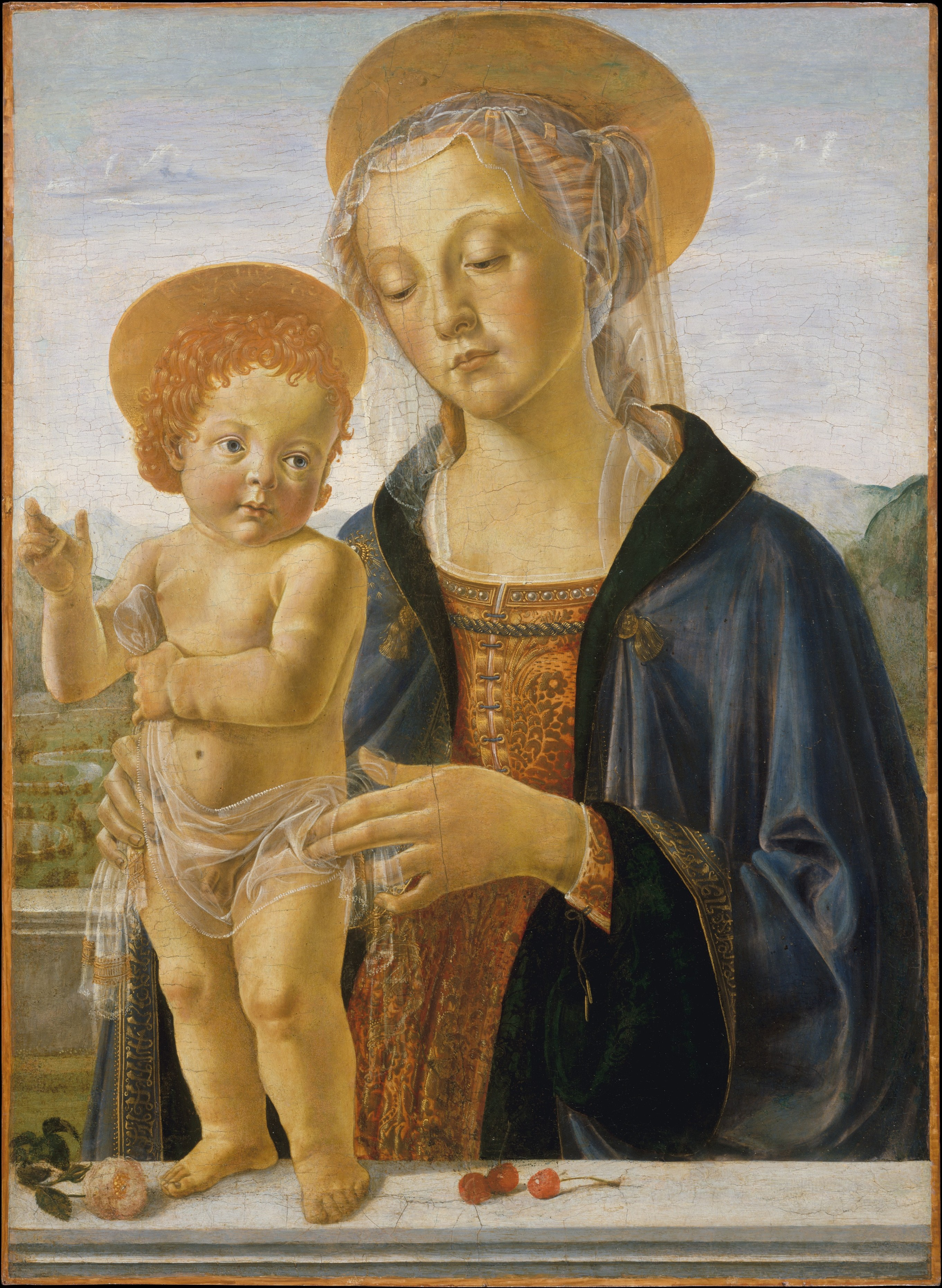
Мадонна з дитиною. 1470. Майстерня Вероккіо. Музей Метрополітен, Нью-Йорк
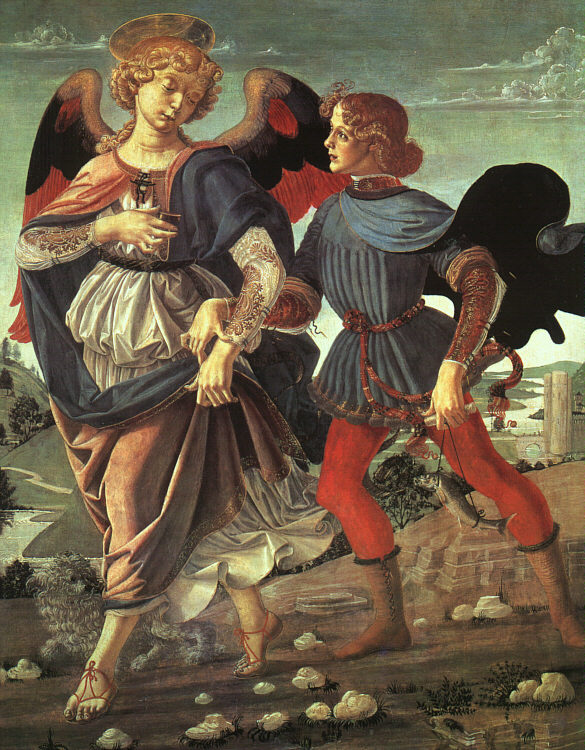
Товій та ангел

## Вибрані твори
- «Христос і святий Тома», 1467—1483, церква Орсанмікеле, Флоренція
- «Портрет жінки з букетом квітів», 1475, Національний музей Барджелло
- «Давид», до 1476, Національний музей Барджелло
- Мадонна Раскіна